# Банкарство (часопис)
Банкарство (раније Југословенско банкарство) је часопис са дугом традицијом који непрекидно излази од 1971. године. Часопис издаје Удружење банака Србије. Часопис је двојезичан и сви текстови су на српском и енглеском језику.

## О часопису
Часопис се налази на листи научних часописа по одлуци Министарства просвете, науке и технолошког развоја. Објављује оригиналне научне радове, прегледне научне чланке и стручне чланке из области економије, банкарства и финансија са циљем да обради актуелну проблематику из ових области и представи нове категорије, концепте, финансијске инструменте, банкарске производе и стратегије из домаћег и страног окружења. Као такав, представља поуздан извор референтне литературе за банкаре, економисте, економске аналитичаре, представнике академских институција, извршиоце и менаџере у банкама и финансијским институцијама у обављању текућих задатака и формулисању пословне политике.

### Историјат
Прва седница Редакционог одбора часописа Југословенско банкарство одржана је 19. октобра 1970. године у Београду, а први број часописа, у издању Удружења банака Југославије, изашао је 1. јануара 1971. године. Након што је 2003. године донета одлука о измени назива Удружења банака Југославије у Удружење банака Србије, исте године и часопис почиње да излази под промењеним називом Банкарство.

### Периодичност излажења
Часопис Банкарство излази тромесечно и има четири редовна броја и један специјални број годишње.
Специјални број Банкарства садржи текстове о пословању банака, Народне банке Србије, Комисије за хартије од вредности, Београдске берзе и Удружења банака Србије у претходној години, као и темељну анализу банкарског сектора Србије и његових остварених пословних и финансијских резултата.

## Уредник
Главни и одговорни уредник је Владимир Васић, генерални секретар УБС.

## Аутори прилога
Аутори прилога су еминентни стручњаци у области економије, банкарства и финансија из земље и региона. Сви примљени радови шаљу се на двоструку анонимну рецензију пре доношења одлуке о објављивању.

## Електронски облик часописа
Од 2005. године часопис је доступан и у електронском облику на званичном сајту Удружења банака Србије.

## Индексирање у базама података
Часопис Банкарство реферисан је у више база података.
- Српски цитатни индекс - SCIndeks[5]
- EBSCO Publishing[6]
- Directory of Open Access Journals - DOAJ[7]